# Steviol
Steviol là hợp chất diterpen đầu tiên được chiết xuất từ loài Stevia rebaudiana (cỏ ngọt) vào năm 1931. Cấu trúc hóa học của nó chưa được miêu tả đầy đủ cho đến năm 1960.
Steviol tồn tại trong cỏ ngọt dưới dạng steviol glycoside, các hợp chất có vị ngọt này được sử dụng rộng rãi như là chất thay thế cho đường. Aglycon được điều chế bằng cách thủy phân enzym, vì khi thủy phân bằng acid, steviol sẽ bị sắp xếp Wagner–Meerwein, dẫn đến thay đổi cấu trúc thành isosteviol rất ổn định.

## Tổng hợp sinh học
Ở cỏ ngọt, sự tổng hợp sinh học của steviol bị giới hạn trong các mô xanh. Các tiền chất của steviol được tổng hợp thông qua con đường không mevalonat nằm trong lạp thể của tế bào thực vật, tạo ra isopentenyl pyrophosphat (IPP) và dimethylallyl pyrophosphat (DMAPP). IPP và DMAPP được chuyển đổi thành geranylgeranyl diphosphat (GGDP), là tiền thân của nhiều diterpenoid, bởi enzym GGDP synthase. GPDP được chuyển đổi thành một hợp chất mạch vòng, copalyl diphosphat (CDP), bởi enzym CDP synthase, sau đó kauren được chuyển đổi bởi một chu kỳ khác được xúc tác enzym kauren synthase.
Kauren sau đó được chuyển đến mạng lưới nội chất, nơi nó được oxy hóa thành acid kaurenoic bởi kauren oxidase, sử dụng oxy và NADPH. Sau đó steviol được tổng hợp bởi quá trình hydroxyl hóa. Steviol sau đó được glycosyl hóa trong tế bào chất.

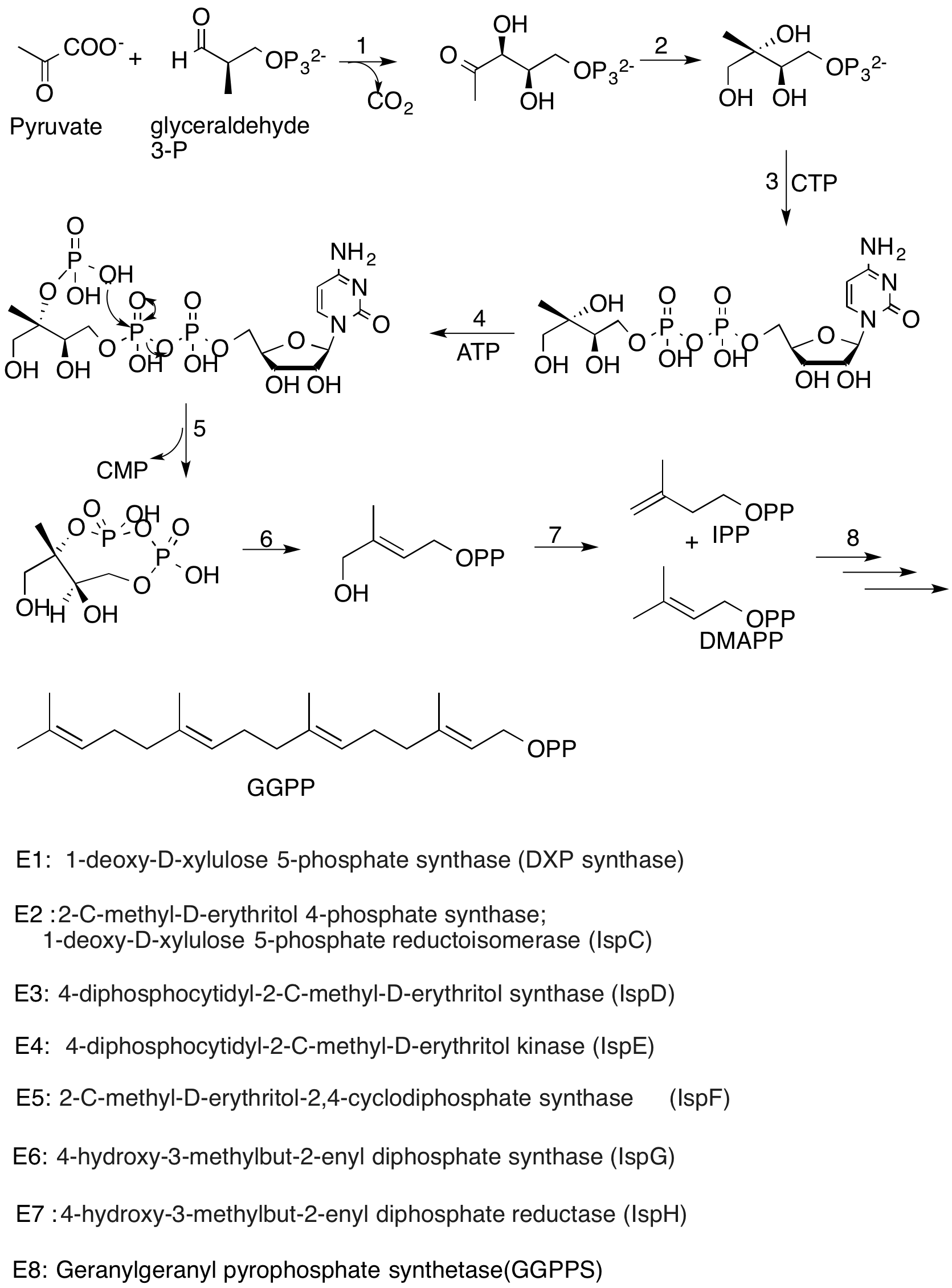
Tổng hợp sinh học của steviol